# Grand Prix Formule 1 van Japan 2013
De Grand Prix Formule 1 van Japan 2013 werd gehouden op 13 oktober 2013 op het Suzuka International Racing Course. Het was de vijftiende race van het kampioenschap.

## Wedstrijdverslag

### Achtergrond

#### DRS-systeem
Voor het DRS-systeem wordt er één DRS-zone gebruikt. De zone ligt op het rechte stuk van start-finish tussen bocht 18 en bocht 1, het detectiepunt voor deze zone bevindt zich vlak voor bocht 16. De DRS gaat alleen open als een coureur zich op het de detectiepunt binnen een seconde afstand van zijn voorganger bevindt.

### Kwalificatie
Mark Webber behaalde voor Red Bull Racing zijn eerste pole position van het jaar. Zijn teamgenoot Sebastian Vettel start vanaf de tweede plaats. De Mercedes van Lewis Hamilton en de Lotus van Romain Grosjean delen de tweede startrij. Felipe Massa start voor Ferrari als vijfde voor Hamiltons teamgenoot Nico Rosberg. Sauber-coureur Nico Hülkenberg heeft zich als zevende gekwalificeerd voor Fernando Alonso, de teamgenoot van Massa. Grosjeans teamgenoot Kimi Räikkönen en McLaren-coureur Jenson Button sluiten de top 10 van de kwalificatie af.
Aan het eind van de eerste kwalificatiesessie werd er kort een rode vlag gezwaaid. De remmen van de Toro Rosso van Jean-Éric Vergne waren oververhit geraakt en in brand gevlogen. Vergne zette hierop zijn wagen aan de kant.
Na afloop van de vorige race kregen Caterham-coureur Charles Pic en Marussia-coureur Jules Bianchi een reprimande voor het negeren van gele vlaggen. Aangezien het voor beiden hun derde reprimande van het seizoen was, krijgen zij na afloop van de kwalificatie tien startplekken straf. Ook Force India-coureur Adrian Sutil krijgt straf, hij moet vijf startplekken achteruit voor een versnellingsbakwissel.

### Race
De race werd gewonnen door Sebastian Vettel, het was zijn vijfde overwinning op een rij. Mark Webber maakte het Red Bull-feest compleet door als tweede te eindigen. Romain Grosjean had een sterke start waarbij hij van de vierde naar de eerste plaats reed, maar moest in de slotfase de Red Bulls voor laten gaan en werd zo derde. Fernando Alonso en Kimi Räikkönen eindigden als vierde en vijfde. Het Sauber-duo Nico Hülkenberg en Esteban Gutiérrez eindigde als zesde en zevende, voor Gutiérrez waren het zijn eerste WK-punten in de Formule 1. Nico Rosberg eindigde ondanks een drive-through penalty als achtste. De laatste punten waren voor Jenson Button en Felipe Massa.

## Vrije trainingen
- Er wordt enkel de top 5 weergegeven.

| Vrije training 1 | Pos | No | Coureur          | Constructeur            | Tijd     |
| ---------------- | --- | -- | ---------------- | ----------------------- | -------- |
| Vrije training 1 | 1   | 10 | Lewis Hamilton   | Mercedes                | 1:34.157 |
| Vrije training 1 | 2   | 9  | Nico Rosberg     | Mercedes                | 1:34.487 |
| Vrije training 1 | 3   | 1  | Sebastian Vettel | Red Bull Racing-Renault | 1:34.768 |
| Vrije training 1 | 4   | 2  | Mark Webber      | Red Bull Racing-Renault | 1:34.787 |
| Vrije training 1 | 5   | 4  | Felipe Massa     | Ferrari                 | 1:35.126 |
| Vrije training 2 | Pos | No | Coureur          | Constructeur            | Tijd     |
| Vrije training 2 | 1   | 1  | Sebastian Vettel | Red Bull Racing-Renault | 1:33.852 |
| Vrije training 2 | 2   | 2  | Mark Webber      | Red Bull Racing-Renault | 1:34.020 |
| Vrije training 2 | 3   | 9  | Nico Rosberg     | Mercedes                | 1:34.114 |
| Vrije training 2 | 4   | 7  | Kimi Räikkönen   | Lotus-Renault           | 1:34.202 |
| Vrije training 2 | 5   | 8  | Romain Grosjean  | Lotus-Renault           | 1:34.411 |
| Vrije training 3 | Pos | No | Coureur          | Constructeur            | Tijd     |
| Vrije training 3 | 1   | 2  | Mark Webber      | Red Bull Racing-Renault | 1:32.053 |
| Vrije training 3 | 2   | 10 | Lewis Hamilton   | Mercedes                | 1:32.187 |
| Vrije training 3 | 3   | 9  | Nico Rosberg     | Mercedes                | 1:32.355 |
| Vrije training 3 | 4   | 8  | Romain Grosjean  | Lotus-Renault           | 1:32.707 |
| Vrije training 3 | 5   | 3  | Fernando Alonso  | Ferrari                 | 1:32.800 |

Testcoureurs:
- Heikki Kovalainen (Caterham-Renault; P19)

## Kwalificatie
| Pos        | No | Coureur             | Constructeur            | Q1       | Q2       | Q3       | Grid |
| ---------- | -- | ------------------- | ----------------------- | -------- | -------- | -------- | ---- |
| 1          | 2  | Mark Webber         | Red Bull Racing-Renault | 1:32.271 | 1:31.513 | 1:30.915 | 1    |
| 2          | 1  | Sebastian Vettel    | Red Bull Racing-Renault | 1:32.397 | 1:31.290 | 1:31.089 | 2    |
| 3          | 10 | Lewis Hamilton      | Mercedes                | 1:32.340 | 1:31.636 | 1:31.253 | 3    |
| 4          | 8  | Romain Grosjean     | Lotus-Renault           | 1:31.824 | 1:31.565 | 1:31.365 | 4    |
| 5          | 4  | Felipe Massa        | Ferrari                 | 1:31.994 | 1:31.668 | 1:31.378 | 5    |
| 6          | 9  | Nico Rosberg        | Mercedes                | 1:32.244 | 1:31.764 | 1:31.397 | 6    |
| 7          | 11 | Nico Hülkenberg     | Sauber-Ferrari          | 1:32.465 | 1:31.848 | 1:31.664 | 7    |
| 8          | 3  | Fernando Alonso     | Ferrari                 | 1:32.371 | 1:31.828 | 1:31.665 | 8    |
| 9          | 7  | Kimi Räikkönen      | Lotus-Renault           | 1:32.377 | 1:31.662 | 1:31.684 | 9    |
| 10         | 5  | Jenson Button       | McLaren-Mercedes        | 1:32.606 | 1:31.838 | 1:31.827 | 10   |
| 11         | 6  | Sergio Pérez        | McLaren-Mercedes        | 1:32.718 | 1:31.989 |          | 11   |
| 12         | 14 | Paul di Resta       | Force India-Mercedes    | 1:32.286 | 1:31.992 |          | 12   |
| 13         | 17 | Valtteri Bottas     | Williams-Renault        | 1:32.613 | 1:32.013 |          | 13   |
| 14         | 12 | Esteban Gutiérrez   | Sauber-Ferrari          | 1:32.673 | 1:32.063 |          | 14   |
| 15         | 16 | Pastor Maldonado    | Williams-Renault        | 1:32.875 | 1:32.093 |          | 15   |
| 16         | 19 | Daniel Ricciardo    | STR-Ferrari             | 1:32.804 | 1:32.485 |          | 16   |
| 17         | 15 | Adrian Sutil        | Force India-Mercedes    | 1:32.890 |          |          | 22   |
| 18         | 18 | Jean-Éric Vergne    | STR-Ferrari             | 1:33.357 |          |          | 17   |
| 19         | 23 | Max Chilton         | Marussia-Cosworth       | 1:34.320 |          |          | 18   |
| 20         | 20 | Charles Pic         | Caterham-Renault        | 1:34.556 |          |          | 20   |
| 21         | 21 | Giedo van der Garde | Caterham-Renault        | 1:34.879 |          |          | 19   |
| 22         | 22 | Jules Bianchi       | Marussia-Cosworth       | 1:34.958 |          |          | 21   |
| 107% tijd: |    |                     |                         |          |          |          |      |

## Race
| Pos | No | Coureur             | Constructeur            | Rondes | Tijd/Oorzaak uitval | Grid | Punten |
| --- | -- | ------------------- | ----------------------- | ------ | ------------------- | ---- | ------ |
| 1   | 1  | Sebastian Vettel    | Red Bull Racing-Renault | 53     | 1:26:49.301         | 2    | 25     |
| 2   | 2  | Mark Webber         | Red Bull Racing-Renault | 53     | +7.129              | 1    | 18     |
| 3   | 8  | Romain Grosjean     | Lotus-Renault           | 53     | +9.910              | 4    | 15     |
| 4   | 3  | Fernando Alonso     | Ferrari                 | 53     | +45.605             | 8    | 12     |
| 5   | 7  | Kimi Räikkönen      | Lotus-Renault           | 53     | +47.325             | 9    | 10     |
| 6   | 11 | Nico Hülkenberg     | Sauber-Ferrari          | 53     | +51.615             | 7    | 8      |
| 7   | 12 | Esteban Gutiérrez   | Sauber-Ferrari          | 53     | +1:11.630           | 14   | 6      |
| 8   | 9  | Nico Rosberg        | Mercedes                | 53     | +1:12.023           | 6    | 4      |
| 9   | 5  | Jenson Button       | McLaren-Mercedes        | 53     | +1:20.821           | 10   | 2      |
| 10  | 4  | Felipe Massa        | Ferrari                 | 53     | +1:29.263           | 5    | 1      |
| 11  | 14 | Paul di Resta       | Force India-Mercedes    | 53     | +1:38.572           | 12   |        |
| 12  | 18 | Jean-Éric Vergne    | STR-Ferrari             | 52     | +1 ronde            | 17   |        |
| 13  | 19 | Daniel Ricciardo    | STR-Ferrari             | 52     | +1 ronde            | 16   |        |
| 14  | 15 | Adrian Sutil        | Force India-Mercedes    | 52     | +1 ronde            | 22   |        |
| 15  | 6  | Sergio Pérez        | McLaren-Mercedes        | 52     | +1 ronde            | 11   |        |
| 16  | 16 | Pastor Maldonado    | Williams-Renault        | 52     | +1 ronde            | 15   |        |
| 17  | 17 | Valtteri Bottas     | Williams-Renault        | 52     | +1 ronde            | 13   |        |
| 18  | 20 | Charles Pic         | Caterham-Renault        | 52     | +1 ronde            | 20   |        |
| 19  | 23 | Max Chilton         | Marussia-Cosworth       | 52     | +1 ronde            | 18   |        |
| DNF | 10 | Lewis Hamilton      | Mercedes                | 7      | Schade botsing      | 3    |        |
| DNF | 21 | Giedo van der Garde | Caterham-Renault        | 0      | Botsing             | 19   |        |
| DNF | 22 | Jules Bianchi       | Marussia-Cosworth       | 0      | Botsing             | 21   |        |

## Standen na de Grand Prix

### Coureurs
| Positie | Nummer | Rijder           | Team                    | Punten |
| ------- | ------ | ---------------- | ----------------------- | ------ |
| 1       | 1      | Sebastian Vettel | Red Bull Racing-Renault | 297    |
| 2       | 3      | Fernando Alonso  | Ferrari                 | 207    |
| 3       | 7      | Kimi Räikkönen   | Lotus-Renault           | 177    |
| 4       | 10     | Lewis Hamilton   | Mercedes                | 161    |
| 5       | 2      | Mark Webber      | Red Bull Racing-Renault | 148    |

### Constructeurs
| Positie | Nummers | Team                    | Rijders                        | Punten |
| ------- | ------- | ----------------------- | ------------------------------ | ------ |
| 1       | 1 2     | Red Bull Racing-Renault | Sebastian Vettel Mark Webber   | 445    |
| 2       | 3 4     | Ferrari                 | Fernando Alonso Felipe Massa   | 297    |
| 3       | 9 10    | Mercedes                | Nico Rosberg Lewis Hamilton    | 287    |
| 4       | 7 8     | Lotus-Renault           | Kimi Räikkönen Romain Grosjean | 264    |
| 5       | 5 6     | McLaren-Mercedes        | Jenson Button Sergio Pérez     | 83     |